# 1914年香港
|        | 香港歷史 \| 香港歷史年表                                                                                                   |
| 世紀： | 19世紀香港 \| 20世紀香港 \| 21世紀香港                                                                                     |
| 年代： | 1880年代香港 \| 1890年代香港 \| 1900年代香港 \| 1910年代香港 \| 1920年代香港 \| 1930年代香港 \| 1940年代香港               |
| 年份： | 1910年香港 \| 1911年香港 \| 1912年香港 \| 1913年香港 \| 1914年香港 \| 1915年香港 \| 1916年香港 \| 1917年香港 \| 1918年香港 |
| 紀年： | 甲寅年（虎年）、香港開埠73周年                                                                                             |

## 大事記
- 1月16日，匯豐銀行同意向廣東省貸款1,000萬港元。
- 1月24日，高等法院審理龍濟光追還廣東政府公款10萬元案。
- 1月，富商嘉道理捐款1.5萬元助港督梅含理夫人興建婦女會所。
- 3月1日，尖沙咀火車站工程開始動工。
- 3月15日，挪威多順洋行「切打輪」被劫。
- 3月，港府決定將舊香港大會堂內的馬禮遜圖書館遷至香港大學。
- 4月27日，來往江門及香港的廣安汽船泰安輪再次遇劫，並被焚燬，多人跳海逃生時溺斃。載有433人的泰安輪晚上從江門開出，10時駛至珠海淇澳島附近，混入乘客的海盜發難，企圖佔領整艘船，船長及高級船員極力反抗，死傷數名。海盜憤而切斷電線，將汽油撒滿船艙，並點火焚燒。海盜及乘客跳海逃生，多人溺斃。泰安輪發信號呼救，附近航行的三至四艘船趕來救援，救出生還者180人，其餘約250人遇難身亡[1]。事後，澳門及廣東警方全力緝捕，共拘捕23人，其中17人判以死刑。
- 4月28日，美孚公司的九龍第5號儲油池失火，150萬加侖油燃燒數日。
- 4月，何啟與姻親區德合組「啟德營業有限公司」，在九龍寨城對開的九龍灣北岸進行填海工程，計劃建造一個名為啟德濱的花園城市。但此計劃在何啟7月21日逝世後，因1920年代的省港大罷工及海員大罷工之影響而失敗，土地其後被政府以近100萬港元購回，最後被發展成為啟德機場[2]。
- 5月16日，5月中疫症流行，至本日，共有患者1,474人，死1,304人。[1]
- 5月，香港政府華員會成立。
- 6月初，廣東都督龍濟光派其弟、廣惠鎮守使龍覲光拜會港督梅含理，請求引渡革命黨人。
- 6月，港府撥款5萬元賑濟廣東西江水災。
- 7月11日，東江發生水患，九廣鐵路暫時停運。
- 7月22日，天主教首次在港舉行聖體大會。
- 7月28日，奧匈帝國向塞爾維亞宣戰，第一次世界大戰揭開戰幔。
- 8月1日，禮賢會香港堂在般咸道建成開幕。
- 8月4日，英國向德國宣戰。在東方，英國除與日、俄、法等國採取一致行動外，亦由港督梅含理宣佈1896年10月2日公佈的《英國軍管條例》適用於香港，全市隨之進入戒嚴狀態。英國駐天津、威海衛等地的官兵及傷員大批湧進香港，全市彌漫戰爭氣氛。居民四出爭購大米及其他日用品，同時大批市民逃離香港，提存款的人在匯豐銀行前排起長隊。商人也急於盤點關門，以求早日離開香港。軍需的猛增、民眾的搶購、商人的保休業、促成了全港物價暴漲，物資日漸短缺，一般華人生活受困，紛紛舉家逃回中國大陸，先後達10萬人[1]。
- 8月5日，港督梅含理頒布多戰戰時法令，管制造船、電訊、運輸、物價等事宜。
- 8月12日，英國向奧匈帝國宣戰。
- 8月13日，首批英國及法國傷兵運抵香港。
- 8月15日，九廣鐵路一列夜間快車在廣州增城遇劫。
- 8月21日，香港最高法院宣佈設立獎勵法庭。
- 9月初，警方在港九兩地大肆搜捕國民黨人。
- 9月中，駐港英印官兵大批調歐參戰。
- 9月，港府取締德國在港會所，創辦警察學堂。
- 10月初，中華革命黨派朱執信、鄧鏗在香港領導廣東惠州、佛山、高州等地起義討伐袁世凱。
- 10月22日，香港政府頒布特別法令，組織特別警察後備隊。
- 10月28日，當局通過《取締敵國僑民條例》，禁止其在港購買物業。
- 10月：
  - 在九龍建一集中營，拘留居港德僑。
  - 英國海軍以香港為遠東艦隊司令部駐地，各國戰艦雲集香港。
  - 太古船塢「新南輪」被扣，涉走私德國貨物。
- 12月24日：
  - 天主教香港教區呼籲全體教友為世界和平祈禱，並倡議1915年1月3日為世界和平祈禱日。
  - 戰時慈善捐款委員會成立。
- 本年：
  - 商務印書館香港分館成立。
  - 英華書院復辦。
  - 青山公路首段（元朗至屯門）通車。
  - 政府財政收入為1100萬，支出1075萬。[1]
  - 總人口為69.55萬，外國人佔1.8萬。[1]

## 出生人物
- 4月3日－李鵬飛，香港話劇、電影及電視演員。

## 逝世人物
- 區鳳墀牧師。